# PSV Campus De Herdgang

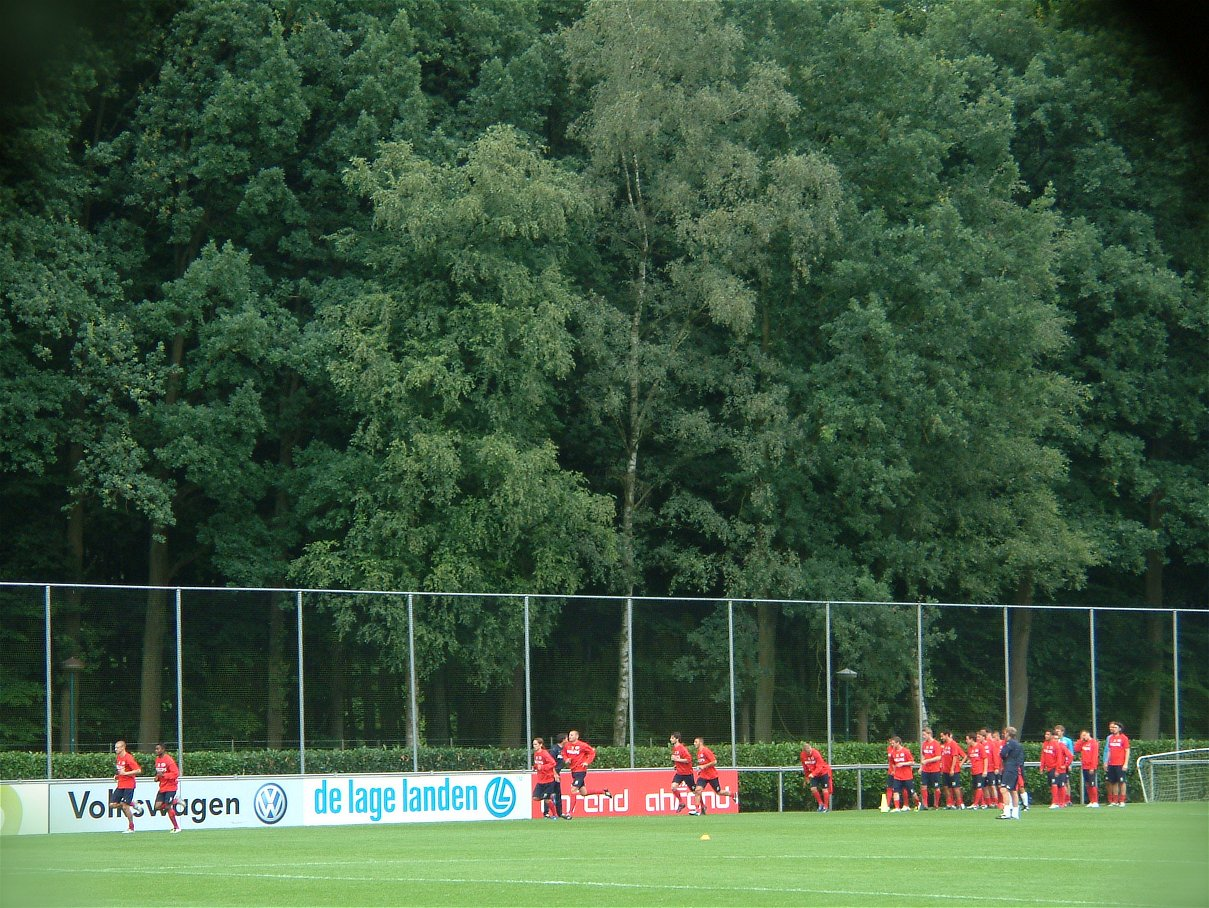
PSV traint in een bosrijke omgeving

PSV Campus De Herdgang is het trainingscomplex van PSV en een officiële buurt in Eindhoven, in de Nederlandse provincie Noord-Brabant. Op 1 januari 2023 telde de buurt 10 inwoners, verdeeld over 6 woningen, op een oppervlakte van 1,37 km².
Het complex bestaat uit zeven voetbalvelden en verder verschillende trainingsfaciliteiten, waaronder een fitnesscentrum. Het ligt aan de noord-west kant van Eindhoven, nabij landgoed De Wielewaal, aan de Oirschotsedijk. Het is een bosrijke en rustige omgeving. PSV werkt al haar trainingen af op De Herdgang. Jong PSV, PSV Vrouwen en de jeugdteams trainen en spelen ook op dit complex. De trainingen en wedstrijden die op PSV Campus De Herdgang plaatsvinden zijn meestal vrij toegankelijk.

## Geschiedenis
PSV Campus De Herdgang stamt uit 1952 en is in 2002 verbouwd. Op het complex zijn de kantoren voor scouts, de jeugdopleiding en het secretariaat gevestigd. De amateur- en jeugdkantine is in 2005 verbouwd en ook voor rolstoelgebruikers zijn er voorzieningen. 
In 2018 en 2019 werd het stadion van het hoofdveld verbouwd. Daarnaast werden er onder andere sportfaciliteiten en de ruimtes voor scholing, video-analyse, overnachting en medische voorzieningen vernieuwd. Ook het kunstgrasveld op het hoofdveld werd vervangen door een natuurgrasveld. De naam van het complex De Herdgang werd aan het begin van het seizoen 2019/20 veranderd naar PSV Campus De Herdgang.